# یواس‌اس کلارک (اف‌اف‌جی-۱۱)
یواس‌اس کلارک (اف‌اف‌جی-۱۱) (به انگلیسی: USS Clark (FFG-11)) یک کشتی بود که طول آن ۴۵۳ فوت (۱۳۸ متر), در کل بود. این کشتی در سال ۱۹۷۹ ساخته شد.